# وندا شپارد
وندا شپارد (انگلیسی: Vonda Shepard؛ زادهٔ ۷ ژوئیهٔ ۱۹۶۳) خواننده، نوازنده پیانو، ترانه‌سرا، هنرپیشه اهل ایالات متحده آمریکا است.